# Michael Zach
Michael Zach (Salisburgo, 21 aprile 1986) è un ex sciatore alpino austriaco.

## Biografia
Originario di Kleinarl e attivo in gare FIS dal novembre del 2001, in Coppa Europa Zach esordì l'11 gennaio 2005 a Bad Kleinkirchheim in supergigante (21º) e ottenne il primo podio il 29 novembre 2006 a Levi in slalom gigante (2º); nella stessa stagione e nella stessa specialità esordì in Coppa del Mondo, il 3 marzo 2007 a Kranjska Gora, senza completare la prova.
Conquistò il secondo e ultimo podio in Coppa Europa il 4 dicembre 2007 a Geilo in slalom gigante (2º) e ottenne il miglior piazzamento in Coppa del Mondo il 7 marzo 2010 a Kvitfjell in supergigante (40º). Si ritirò all'inizio della stagione 2010-2011 e la sua ultima gara fu lo slalom gigante di Coppa del Mondo disputato il 5 dicembre a Beaver Creek, non completato da Zach; in carriera non prese parte a rassegne olimpiche o iridate.

## Palmarès

### Coppa Europa
- Miglior piazzamento in classifica generale: 21º nel 2009
- 2 podi:
  - 2 secondi posti

### Campionati austriaci
- 1 medaglia:
  - 1 argento (slalom gigante nel 2006)